# Департамент образования Нью-Йорка
Департамент образования города Нью-Йорк (англ. New York City Department of Education; прежнее название: Отдел образования Нью-Йорка, Board of Education of the City of New York) — филиал муниципального управления в Нью-Йорке, который управляет системой государственных школ города. Это самая большая школьная система в Соединенных Штатах, с более 1,1 млн учащихся в более чем 1700 отдельных школах. Департамент охватывает все пять районов Нью-Йорка.
Департамент возглавляет канцлер школ Нью-Йорка. Нынешний канцлер — Деннис М. Уолкоттом, который сменил Кэти Блэк после того, как та ушла в отставку после менее чем ста дней нахождения на работе.
Из-за своих огромных размеров (система охватывает больше учащихся, чем человек в девяти штатах США, вместе взятых) система государственных школ Нью-Йорка, возможно, является самой влиятельной в США.

Департамент образования города Нью-Йорк (США)
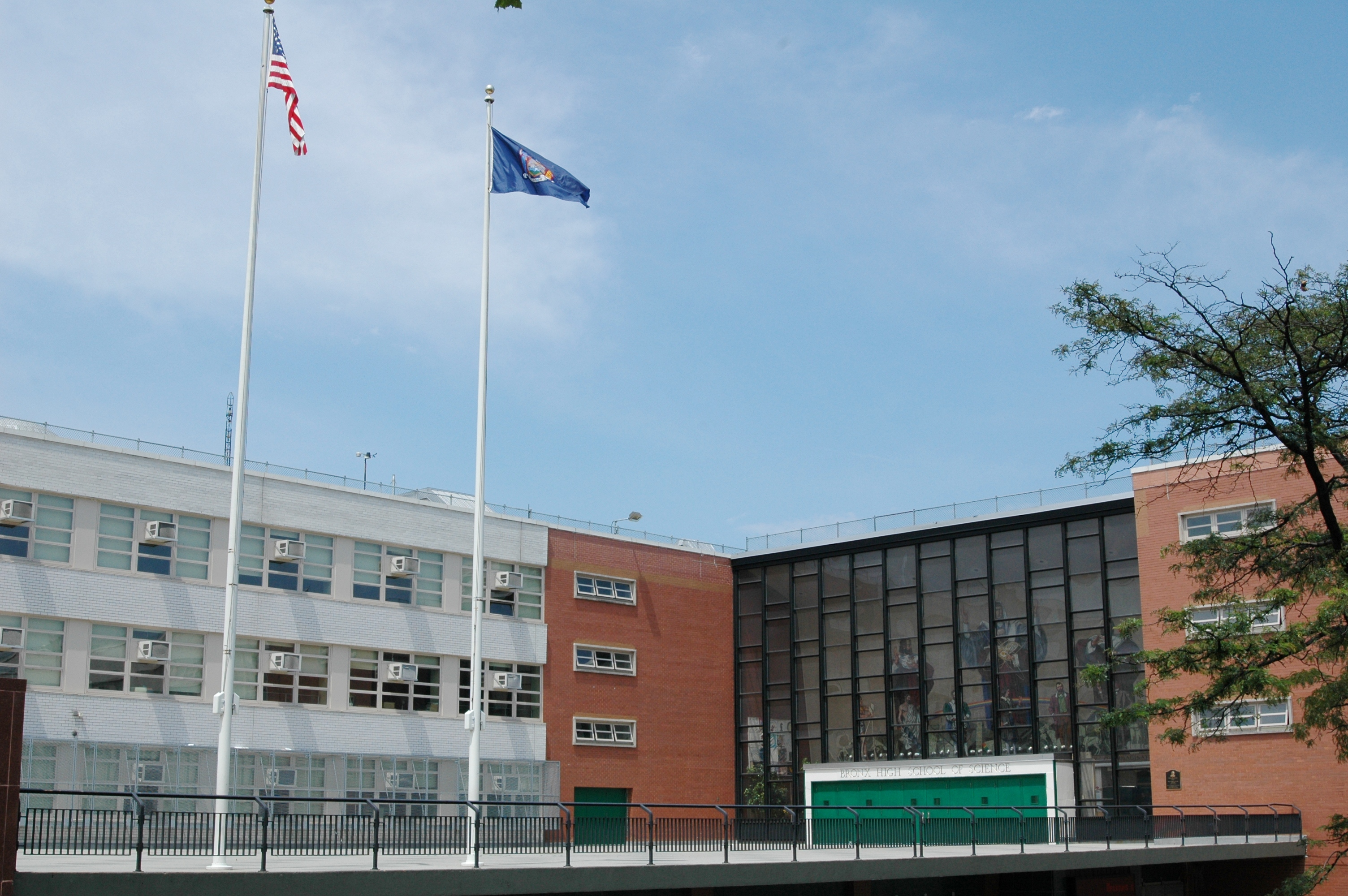
Средняя школа в Бронксе
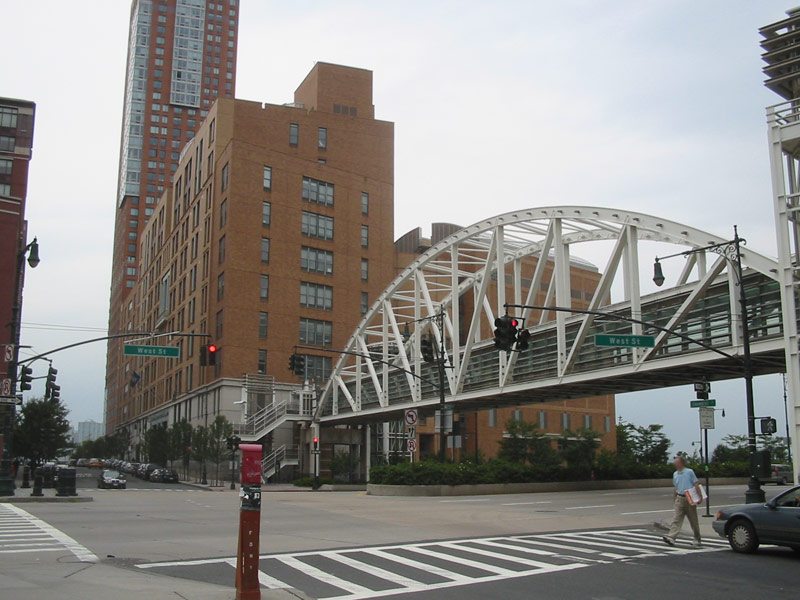
Стайвесантская средняя школа
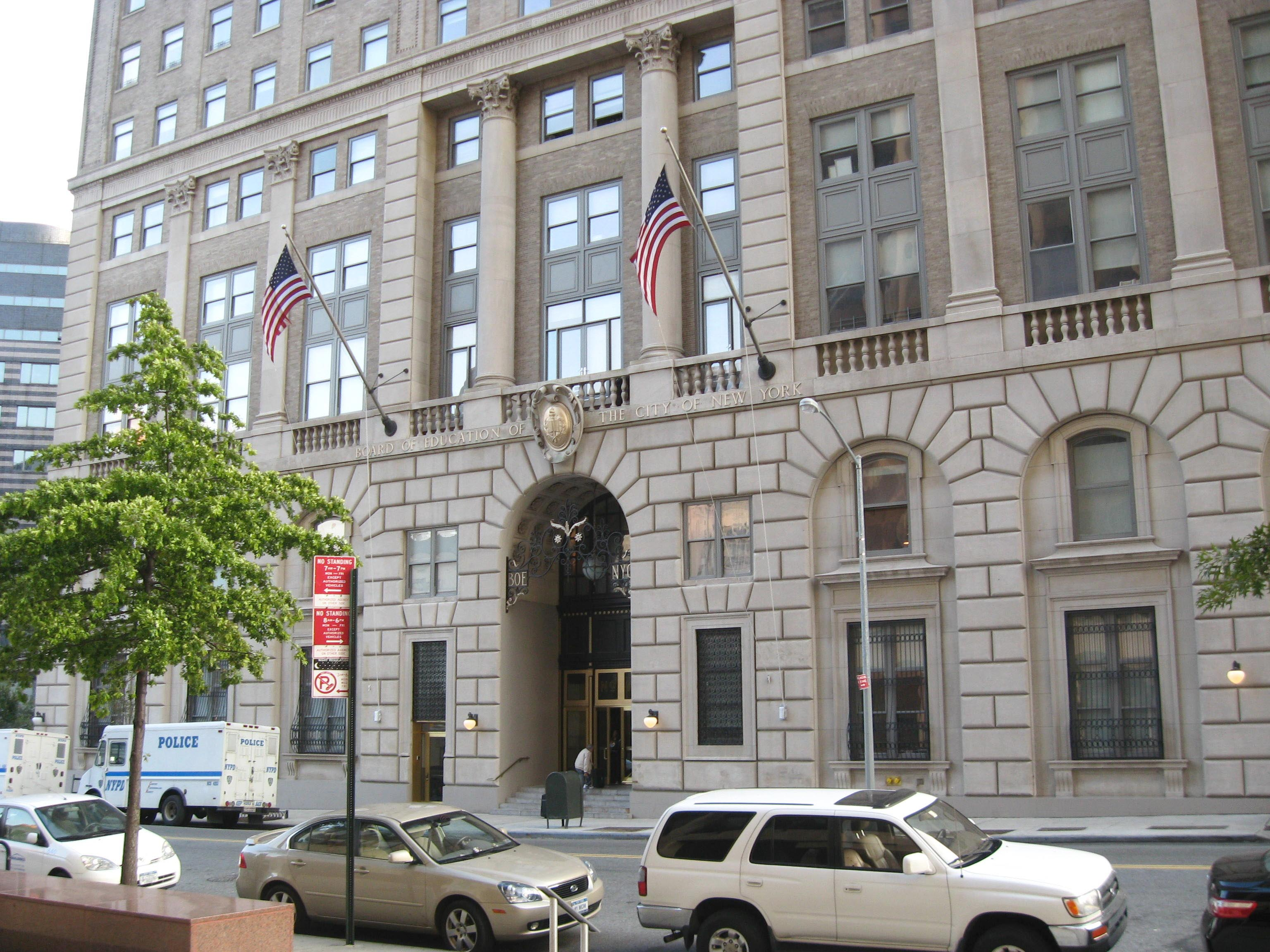
Прежняя штаб-квартира
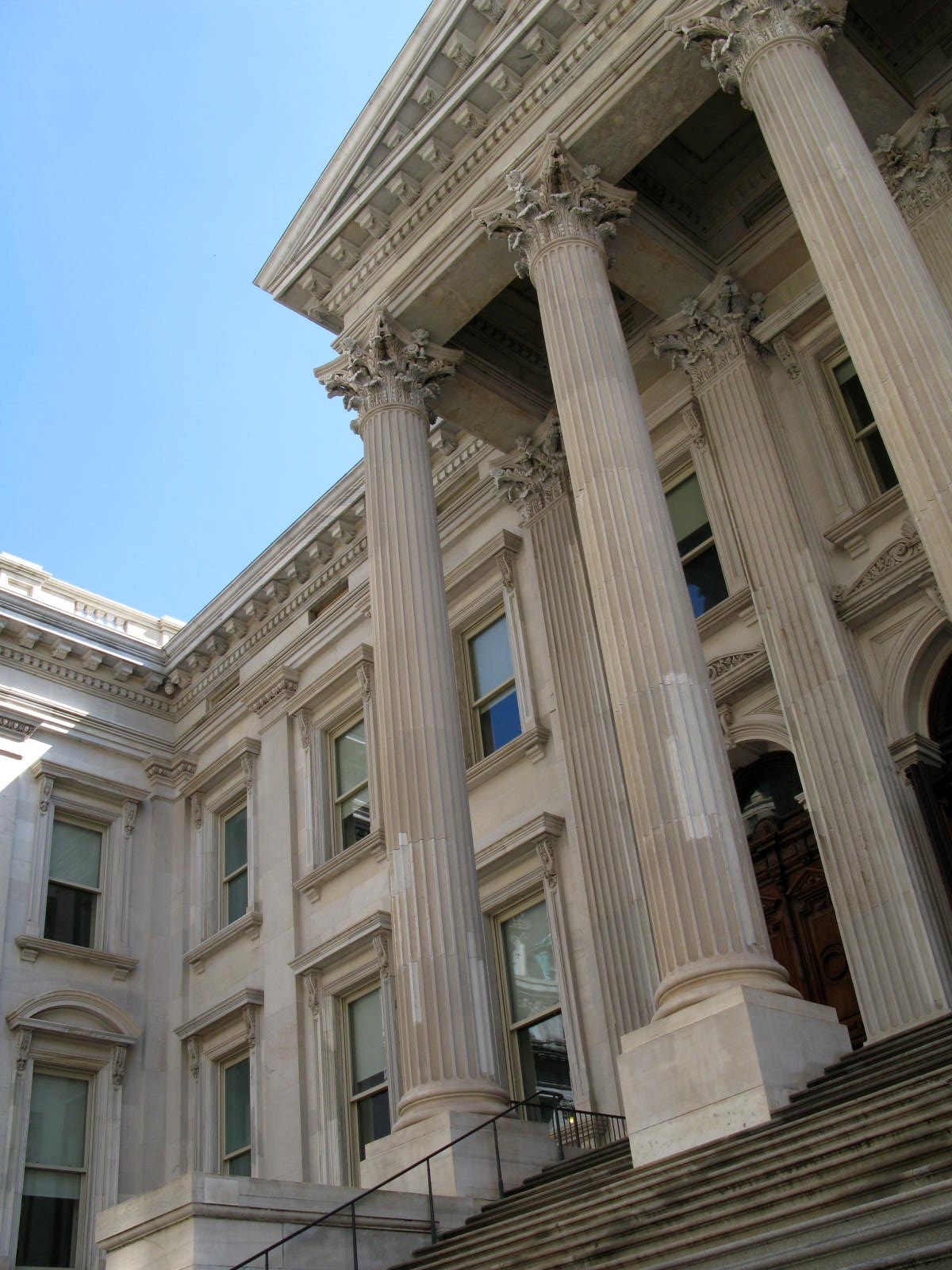
Штаб-квартира в бывшем здании суда имени Твида
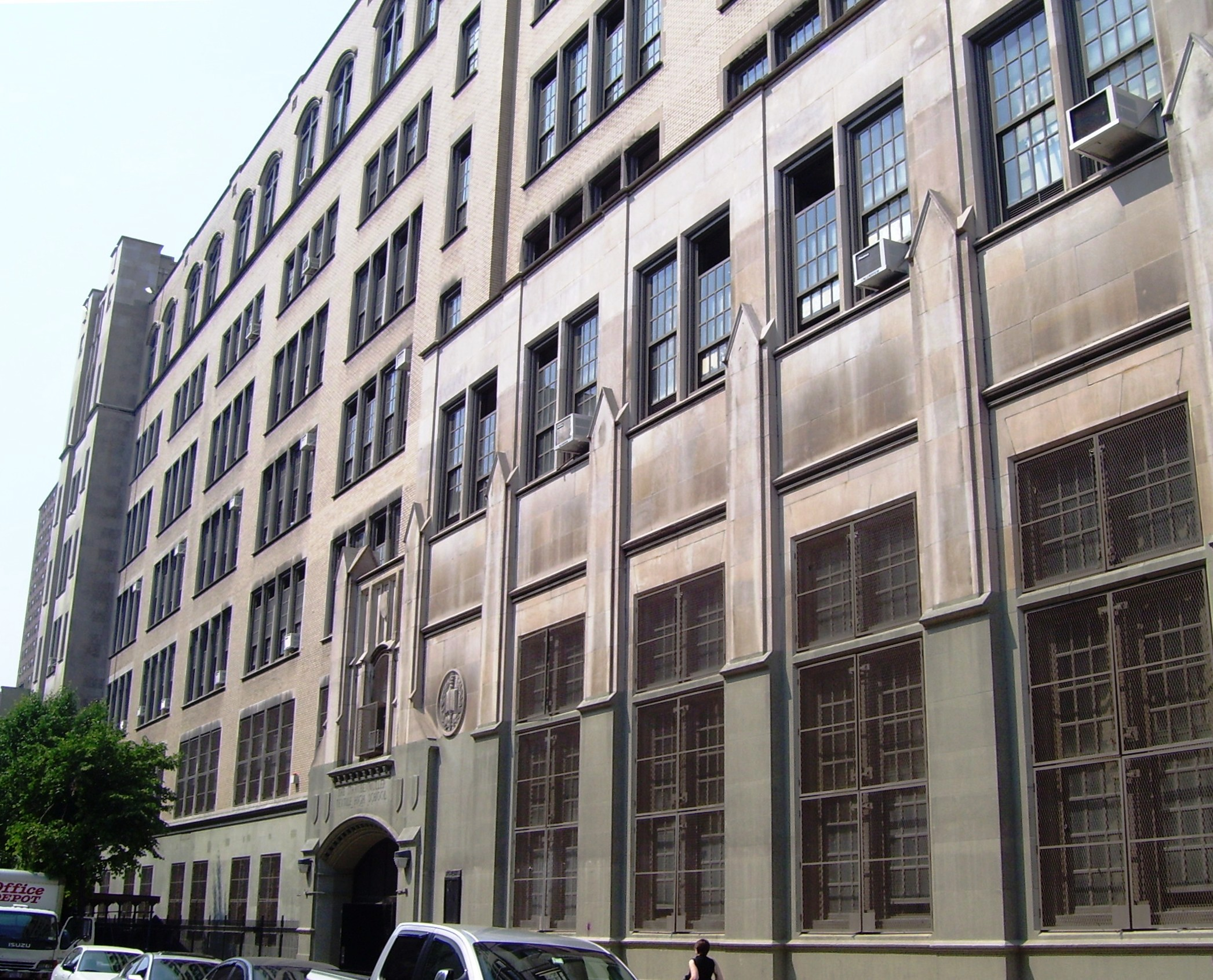
Образовательный комплекс имени Байарда Растина. В комплекс входит шесть средних школ